# 奧本 (堪薩斯州)
奧本（英語：Auburn）是一個位於美國堪薩斯州肖尼縣的城市。

## 地方資料
根據2020年美國人口普查的數據，奧本的面積為1.81平方千米，當中陸地面積為1.80平方千米，而水域面積為0.01平方千米。當地共有人口1273人，而人口密度為每平方千米703.31人。